# Tourcoing
Tourcoing település Franciaországban, Nord megyében. Lakosainak száma 99 160 fő (2022. január 1.). Tourcoing Bondues, Croix, Mouvaux, Neuville-en-Ferrain, Roncq, Roubaix, Wasquehal, Wattrelos és Mouscron községekkel határos.

## Népesség
A település népessége az elmúlt években az alábbi módon változott:
| Lakosok száma | 93 974 | 96 809 | 98 170 | 97 368 | 97 442 | 98 656 | 99 165 | 99 011 | 99 160 |
|               | 2013   | 2015   | 2016   | 2017   | 2018   | 2019   | 2020   | 2021   | 2022   |